# Kula Norinska
Kula Norinska est un village et une municipalité située dans le comitat de Dubrovnik-Neretva, en Croatie. Au recensement de 2001, la municipalité comptait 1 926 habitants, dont 99,07 % de Croates et le village seul comptait 302 habitants.

## Localités
La municipalité de Kula Norinska compte 9 localités :
- Borovci
- Desne
- Krvavac
- Krvavac II
- Kula Norinska
- Matijevići
- Momići
- Nova Sela
- Podrujnica